# Hyla andersonii
Hyla andersonii је водоземац из реда жаба и фамилије Hylidae.

## Угроженост
Ова врста је на нижем степену опасности од изумирања, и сматра се скоро угроженим таксоном.

## Распрострањење
Врста има станиште у источним Сједињеним Америчким Државама.

## Станиште
Станишта врсте су мочварна подручја, брдовити предели и слатководна подручја.